# 鳞片冷水花
鳞片冷水花（学名：Pilea squamosa）是荨麻科冷水花属的植物，为中国的特有植物。分布于中国大陆的西藏、云南等地，生长于海拔1,900米至2,550米的地区，多生于混交林下及干燥山坡上，目前尚未由人工引种栽培。

## 异名
- Pilea squamosa C. J. Chen var. sparsa C. J. Chen